# Terrängbil m/42 VLT
Terrängbil m/42 VLT, militärförkortning: tgb m/42 VLT, av tillverkaren kallad TLV-VL (Terränglastvagn-Volvo, Last), var en lastbilsvariant av terrängbil m/42 tillverkad av Volvo (VLT = Volvo, Last, Tung) för den svenska krigsmakten under andra världskriget baserad på Volvos TLV-141 D chassi.
Växellådan bestod av en 4-växlad med låg/hög-steg och bromsarna tryckluft mot hydraulkolv.

## Historia
Civil LV 141 som modifierats från fabrik med fyrhjulsdrift. Tillfördes även "Danskbrigaden" 1944-45, där den skulle komma att användas till slutet av 1950-talet.